# Между пространством
«Между пространством» (англ. The Space Between) — фильм режиссёра Трэвиса Файна, повествующий о событиях, произошедших в США 11 сентября 2001 года.

## Сюжет
Одинокая стюардесса Монти Маклеод и 10-летний пакистанский мальчик, Омар Хассан встречаются на борту самолёта, остановившегося в Лонгвью, штат Техас, утром 11-го сентября 2001 года. Вылет отменяют, и когда она узнаёт, что отец мальчика работает во Всемирном торговом центре. Монти решает отвезти его в Нью-Йорк, навстречу неизвестному будущему. Во время их путешествия через бескрайнее «сердце» США, когда террористические акты следуют один за другим, Монти и Омар помогают друг другу познать важность терпимости, искупления, согласия и надежды.

## В ролях
- Мелисса Лео — Монти Маклеод
- Энтони Кейван — Омар Хассан
- Аннасофия Робб — Сэм
- Брэд Уильям Хэнке — Уилл
- Филипп Риз — Малик
- Кэтлин Гати — Наталия